# Plant Heritage
Plant Heritage ist ein britischer gemeinnütziger Verein, der sich für die Erhaltung alter Zierpflanzensorten einsetzt. Der Verein wurde 1978 von Christopher Bricknell als „National Council for the Conservation of Plants and Gardens“ gegründet.
Der Verein unterhält ein Netzwerk von Einrichtungen und Privatpersonen, die Sammlungen spezieller Kultivare unterhalten, sogenannte „National Plant Collections“. Diese befinden sich in botanischen Gärten, größeren Landhausgärten, seit den 1980er Jahren aber auch in kleineren Privatgärten, Gärtnereien und Städten und Gemeinden. So befinden sich Sammlungen in Wisley (17 Sammlungen), dem botanischen Garten Cambridge (9) und zahlreichen Gärten, die durch den National Trust betreut werden. Leeds City Council betreut z. B. die Nationale Sammlung von Rittersporn. 2023 gab es über 700 solche Sammlungen mit insgesamt 95.000 Pflanzen in Großbritannien. Die Sammlungen können besucht werden, entweder nach Vereinbarung oder an speziellen Öffnungstagen. Zusätzlich existiert die „Plant Guardian“ also Pflanzenbeschützer-Maßnahme, bei dem einzelne Pflanzensorten kultiviert werden. Dieses umfasste 2023 2238 Pflanzen. 2020 begann Plant Heritage eine Kampagne „Threatened Plant of the Year“, also „bedrohte Zierpflanze des Jahres“, um darauf hinzuweisen, dass das Verschwinden von Kultivaren nicht nur das kulturelle Erbe und die Gartenbaugeschichte bedroht, sondern auch die genetische Vielfalt.
Ähnliche Vereinigungen existieren für Nutzpflanzen, wie die Seed Cooperative und Vital Seeds in Großbritannien, Irish Seed Savers, die europäische SAVE Foundation und in den Vereinigten Staaten Seed savers' exchange. Diese sind aber stärker darauf ausgelegt, die Samen bedrohter oder seltener Nutzpflanzen öffentlich zugänglich zu machen und eine Kontrolle der Samenproduktion durch Agrokonzerne zu verhindern.

## Threatened Plant of the Year
- Pfingstrose „Gleam of Light“ (2022)[4].